# 高橋哲也 (作曲家)
高橋 哲也（たかはし てつや、1963年4月16日 - ）は、日本の作曲家、編曲家、歌手。

## 人物・来歴
神奈川県出身。小学生の頃にいじめに遭い、家では情けないと怒られ、好きな曲を思いながら河原を一人で歩く子供だった。勇気づけられたのはラジオで聴いたロックバンド、クイーンでかなりの影響を受け、小遣いでレコードを買って聴く日々を送っていると、周りに音楽好きが集まり、自然といじめもなくなり、唯一の安全地帯だった音楽で人は救えることを確信する。中学でバンド活動を始め、担当はボーカルとギター。ピアノを独学で学び、高校で作曲もするようになる。1987年、リクルートの「フロムエーCMソングオーディション」にて学生仲間と作った曲がグランプリを獲得、音楽の専門教育の経験がない珍しい状況ながら、プロとして作曲活動を開始。
27歳で結婚、収入が厳しい時期もあり、歌手やサラリーマンも経験するが、1996年、東芝EMIから「JUST ONLY LOVE」で、シンガーソングライターとしてデビューして作曲の道に戻る。シングル2枚をリリース後、作曲、編曲、CM音楽、コーラスワークなど活動の場を拡げる。
2002年、Re:Japanのアルバム『look up to the sky〜明日があるさ〜』に自身の曲が使用されたことで、仕事が大きく増加した。
2004年、映画『アップルシード』で初の劇伴となるオリジナルスコアを担当した後、本格的に映画音楽も手がけるようになる。ボーカル、コーラス、作曲、編曲とマルチに何でもこなす音楽家である。

## 作品

### シンガーソングライター
- ヤン・スギョン & 高橋哲也
『どんな kiss も憶えてる』（NHK『家族注意報!』テーマ曲）1996年8月7日　東芝EMI
- 高橋哲也
『JUST ONLY LOVE』（テレビ東京『出動!ミニスカポリス』オープニング曲）1996年9月4日　東芝EMI

### 映画・劇伴・アニメ音楽
- 映画『関西ジャニーズJr.のお笑いスター誕生!』（2017年）：音楽
- 映画『幸せのアリバイ〜Picture』（2016年）：楽曲提供
- 映画『Appleseed Alpha』（2015年）：オリジナルスコア
- 映画『忍ジャニ参上! 未来への戦い』（2014年）：音楽
- 映画『キャプテンハーロック -SPACE PIRATE CAPTAIN HARLOCK-』（2013年）：音楽
- 映画『関西ジャニーズJr.の京都太秦行進曲!』（2013年）：音楽
- 映画『スターシップ・トゥルーパーズ インベイジョン』（2012年）：音楽
- 映画『放課後ミッドナイターズ』（2012年）：楽曲提供
- 映画『ドラゴンエイジ -ブラッドメイジの聖戦-』（2012年）：音楽
- 映画『あしたのジョー』（実写版）東宝（2011年）：音楽
- 映画『ザ・キング・オブ・ファイターズ（英語版）』（実写版）（2010年）：音楽[4]
- 映画『バイオハザード ディジェネレーション』（フルCGアニメ）ソニー・ピクチャーズ エンタテインメント（2008年）：音楽
- 映画『ネガティブハッピー・チェーンソーエッヂ』日活（2008年）：音楽
- 映画『EX MACHINA -エクスマキナ-』（3Dライブアニメ）東映（2007年）：オリジナルスコア
- 映画『アタゴオルは猫の森』（CGアニメ）角川ヘラルド（2006年）：オリジナルスコア
- 映画『メゾン・ド・ヒミコ』アスミック・エース（2005年）：「Rainbow Soldier」(作曲、編曲)、「Songs My Mother Taught Me」（キーボード＆コーラス）
- 映画『恋の門』アスミック・エース（2004年）:「石がいて君がいる」（作曲、編曲、ボーカル）、「この世の果て～koinomon strings version～」（編曲）
- 映画『アップルシード』（3Dライブアニメ）東宝（2004年）：オリジナルスコア
- 映画『オモヒノタマ〜念珠』CS衛星劇場（2003年）：音楽
- テレビドラマ『土曜ワイド劇場「ドクター彦次郎」テレビ朝日（2015年、2016年、2017年）：音楽
- テレビドラマ『土曜ワイド劇場「女たちの特捜最前線」』テレビ朝日（2015年、2016年）：音楽
- 中国TVドラマ『奇星记之鲜衣怒马少年时』（2017年）：音楽
- テレビアニメ『老後に備えて異世界で8万枚の金貨を貯めます』（2023年）：音楽
- テレビアニメ『パックワールド』（2014年）：音楽
- テレビアニメ『マーベル フューチャー アベンジャーズ』（2017年）：音楽
- テレビアニメ『PAC-MAN and the Ghostly Adventures』Disney XD in USA（2013年／米国）：音楽
- テレビアニメ『ブレイド』アニマックス（2011年）：音楽
- テレビアニメ『X-MEN』アニマックス（2011年）：音楽
- テレビアニメ『ウルヴァリン』アニマックス（2011年）：音楽
- テレビアニメ『アイアンマン』アニマックス（2010年）：音楽
- テレビアニメ『VIPER'S CREED』アニマックス（2009年）：音楽
- テレビアニメ『ケムリクサ』TOKYO MX他（2019年）:音楽
- デモムービー『REBELLIONS』東映デジタルラボ（2011年）：音楽
- ショートムービー『NIGHT OF THE WEREHOG（ソニック＆チップ恐怖の館）』SEGA（2008年）：音楽）（ソニック ワールドアドベンチャーを参照）
- イベントムービー『怪盗カラス団襲来！大あばれニャンまげ一家』日光江戸村（2000年）：音楽
- OVA『アベンジャーズ コンフィデンシャル: ブラック・ウィドウ & パニッシャー』（2014年）：音楽
- OVA『アイアンマン：ライズ・オブ・テクノヴォア』（2013年）：音楽
- OVA『間の楔』（2011年）：音楽
- OVA『Halo Legends』（2010年）：音楽
- OVA『TO 楕円軌道＆共生惑星』（2009年）：音楽
- OVA『キャバギョ!』（2007年）：音楽
- OVA『北斗の拳 LEGEND OF HEROES～SPECIAL EDITION～』（2007年）：音楽

### 作曲、編曲
- UPPER*SLOPE
「Miracle」（アニメ『こいこい7』エンディングテーマ）（作曲、編曲）
- 嵐
「キャラメル・ソング」「YOUR SONG」（編曲）
- 奥村チヨ
「Be With You-あなたに逢えた-」（編曲）
- KAT-TUN
「愛はいつも追いかけるモノ」（作曲/石塚知生と共作）
- 関西ジャニーズ Jr.
「NOT FINALE」（映画『関西ジャニーズJr.の京都太秦行進曲!』エンディングテーマ）（編曲）
- Kis-My-Ft2
「Endless road」（作曲、編曲）
- 倖田來未
「Best Friend Of Mine」（編曲）
- 小林太郎
『仮面ライダーアマゾンズ』主題歌「Armour Zone」『仮面ライダーアマゾンズSEASON2』主題歌「DIE SET DOWN」（以上、編曲）
- ジャニーズ・フューチャー・ワールド
「JFW 2016和SNARE」（作曲）
- 田口淳之介
「誓心」（作曲、編曲）
- 堂本光一
「CONTINUE」「暁」（編曲）
- 新沼謙治
「青春花火」（編曲）
- NEWS
「さくらガール（アカペラ）」（編曲）
「夢の数だけ愛が生まれる（A cappella version）」（編曲）
- 林原めぐみ・関智一
「Destiny～運命～」（OVA『羊のうた』主題歌）（作曲、編曲）
- Hey! Say! JUMP
「Fantasist」（作曲、編曲）「AinoArika」「Born in The EARTH」「DREAMER」「Give Me Love」「Shall We?」「Very Very Happy」「ブレイブストーリー」（以上、編曲）
- 幡野智宏
『宇宙戦隊キュウレンジャー』主題歌「LUCKYSTAR」（編曲）
- 森川美穂
「RISE」（作曲）
- Re:Japan
「I know」（作曲）
- リンカーン
「オープニングテーマ」（作曲、編曲）

### コーラスアレンジ＆コーラス
- A.B.C-Z
「ラブレター」
- 嵐
「A・RA・SHI」「a Day in Our Life」「DANGAN-LINER」「Deepな冒険」「HORIZON」「ONLY LOVE」「PIKA☆NCHI」「Tokyo Lovers Tune Night」「感謝カンゲキ雨嵐」「サクラ咲け」「台風ジェネレーション -Typhoon Generation-」「超2ありがとう」「とまどいながら」「ナイスな心意気」
- 上戸彩
「Look into the future」
- EXILE
「Eternal...」「HERO」「ki・zu・na」
- KinKi Kids
「Harmony of December」「Misty」「Night+Flight」「ボクの背中には羽根がある」
- 倖田來未
「奇跡」
- 郷ひろみ
「Necessity」（獣は裸になりたがるC/W）
- 郷ひろみ/松田聖子
「True Love Story」
- 修二と彰
「青春アミーゴ」
- ジャニーズWEST
「ズンドコ パラダイス」「無鉄砲ボーイ」
- GYM
「フィーバーとフューチャー」（Kitty GYM参照）
- シン・スンフン
「I Believe（日本語ver.）」「Loving You（日本語ver.）」
- 鈴木亜美
「ねがいごと」
- SMAP
「Fine, Peace!」「Peace of world」「To be continued...」「時間よとまれ」
- タッキー&翼
「Crazy Rainbow」「One Day, One Dream」「SAMURAI」「キ・セ・キ」「卒業～さよならは明日のために～」「夢物語」
- 東京プリン
「光と影の小夜曲〜カゲマンのテーマ」
- トリオ・ザ・シャキーン
「愛しのナポリタン」
- NEWS 
「BYAKUYA」「Change the Wold」」「NEVER LAND」「ONE -for the win-」「TEPPEN」「愛なんて」「美しすぎて Beautiful Eyes」「恋のABO」「サヤエンドウ」「裸足のシンデレラボーイ」「太陽のナミダ」「チュムチュム」「ベサメ・ムーチョ～狂おしいボレロ～」「星をめざして」「永遠色の恋」
- 伴都美子
「切手のないおくりもの」
- V6
「Bouquet」「COSMIC RESCUE」「Darling」「Drivin'」「Portraits」「明日の傘」「サンダーバード-your voice-」「どうかよろしく。」「晴れすぎた空」
- Hey! Say! JUMP
「Boys Don’t Stop」「FOREVER」「Super Super Night 」「明日へのYELL」「ウィークエンダー」「はじまりのメロディ」「花 えがお」
- BOYFRIEND
「TO MOON」
- 森進一
「蕾」
- 山下智久
「サンタマリア」「溺愛ROBOT」「カラフル」
- 山田涼介
「銀の世界に願いを込めて」
- アニメ『ポケットモンスター ダイヤモンド&パール』エンディングテーマ
「君の胸にLaLaLa」

### CM
- 「味の素 アミノエール」（作・編曲）
- 「おたからや」（作・編曲）
- 「セブンイレブン 進撃の巨人編」（作・編曲）
- 「UHA味覚糖×進撃の巨人「進撃のちょ人」（作・編曲）
- 日光山輪王寺「福来い囃子」（Vocal）
- 「バポナ 虫よけネットW」（作・編曲）
- 「国民年金基金」（作・編曲・Vocal）
- 「東武特急スペーシア」（作・編曲）
- 「宝酒造 松竹梅・天」（作曲/Vocal：岩崎ひろみ）
- 「ハトのマークの引越センター」（作・編曲・Vocal）
- 「バンダイ ウルトラマンシリーズ各種」（作・編曲）
- 「ANAカード」（作・編曲）

### その他
- エンタの神様（日本テレビ） 「陣内智則『校歌』」（歌唱）
- サウンドロゴ「中古車マガジンカッチャオ」（Voval:水木一郎）
- サウンドロゴ「TVガイド」
- CI用サウンドロゴ「円谷プロダクション」
- CI用サウンドロゴ「モンスターフィルムス」
- CI用サウンドロゴ「デジタル・フロンティア」
- ソニー ハイビジョンレコーダー「スゴ録」 ”x-Pict StoryHD”用楽曲
- シングルCD「骨法の詩」（作曲）喧嘩藝骨法の創始師範・堀辺正史の詩に付けたもので、流派のテーマ曲として使われた。